# Комунистичка партија (Србија)
Комунистичка партија (скраћено KП) била је парламентарна политичка партија у Републици Србији. На ванредним парламентарним изборима 2016. године, наступила је у оквиру коалиције Социјалистичке партије Србије-Јединствене Србије и добија једно посланичко место, као и на редовним изборима 2020. године када је такође добила једно посланичко место.

## Историја
Основана је на оснивачком конгресу у Београду, 28. новембра 2010. године, чиме је потврђена одлука о уједињењу две мање комунистичке партије (Нове комунистичке партије Србије и Социјал-демократа из Новог Сада) и групе комуниста предвођене Јосипом Јошком Брозом која је спроведена 21. новембра 2009. године у Новом Саду. На првом конгресу Комунистичке партије који је одржан 20. децембра 2014. године у просторијама СУБНОР-а Србије у Београду, званично је њен оснивач и дотадашњи председник партије Јосип Јошка Броз био поново изабран за председника партије чиме му је опет указано поверење. Јосип Јошка Броз је унук некадашњег доживотног председника СФРЈ и СКЈ Јосипа Броза Тита. Била је једина комунистичка партија у Републици Србији која је успела скупити 12.000 потписа за регистрацију. Сматрала се настављачем идеологије КПЈ и СКЈ и тековина поштовања НОБ-а, као и улоге комуниста у истом. Радила је на уједињењу свих левичарских снага у јаку организацију, која би била способна да промени тренутни систем у држави. Основа партијске идеологије била је титоизам. На ванредном конгресу у Београду, 24. децембра 2016. године, председнику партије Јосипу Јошки Брозу је још једном било изгласано поверење. У јануару на конгресу Комунистичке партије одлучено је да странка мења име у Српску левицу и изгласан је нови председник странке, Радослав Милојичић.

## Организација
На челу партије је био председник, следећи по хијерархији био је Генерални секретар а партијом је руководио Централни комитет. Партија је била подељена по комитетима (покрајинским, окружним, градским и општинским) и основним организацијама (градским и општинским), комитете су чинили минимално 15 чланова и њима су управљали комитетски секретари (изузев покрајинских комитета којима су управљали председници истих) док основне организације моле су бројати најмање 5 чланова и њима су руководили повереници. Постојала је и омладинска организација у склопу партије под именом Комунистичка омладина. Члан КП могао је постати сваки пунолетни грађанин.

## Деловање
Била је веома активна од свог оснивања на територији Србије, а нешто слабије у бившим југословенским републикама. Такође је била активна у међународном комунистичком покрету и организовала је разне акције и петиције, као нпр. за ослобађање петорице Кубанаца. Основни програмски циљеви КП били су: социјална правда, враћање достојанства ђацима, студентима, радницима, пензионерима, пољопривредницима, војсци, полицији и правосуђу, програм повратка средње класе, без обзира на религијско и национално опредељење, преиспитивање приватизације и њеног поштовања, као и борба против корупције и криминала, програм ширења породице и спречавања беле куге, сарадња са свим земљама и народима који то желе, али без условљавања на штету достојанства нашег народа, спајање са свим комунистичким партијама у свету, поштовање тековина антифашистичке борбе и улоге Јосипа Броза Тита, борила се за начела да буде земља радног народа, а не појединаца или странаца и, у крајњем циљу, за пуну обнову Социјалистичке Федеративне Републике Југославије (СФРЈ) на добровољној основи.
Имала је разноврсне и тематски богате плакате. Партија је имала добре односе са амбасадорима социјалистичких земаља. Такође, КП је имала одличне односе са бројим комунистичким и радничким партијама у свету а нарочито са Комунистичком партијом Кубе, Комунистичком партијом Венецуеле и Комунистичком партијом Руске Федерације. Делегати КП су, 2013. године, присуствовали XV Конгресу Комунистичке партије Руске Федерације. Тада Генадиј Зјуганов (председник Централног комитета Комунистичке партије Руске Федерације) постаје почасни члан КП. На простору бивше Југославије Комунистичка партија одржавала је добре односе са Комунистичком партијом у Босни и Херцеговини (БиХ) (основаном 21. фебруара 2012), чији је председник Мухамед Имамовић и Комунистичком партијом Хрватске (основаном 25. маја 2013), чији је председник Радослав Илић Мрки. Деловање КП темељило се на програму и статуту партије.

## Чланство у међународним организацијама
КП није била члан ниједне међународне организације, имала у плану да поднесе захтев за чланство у Партији европске левице.

## Избори
На парламентарним изборима у Србији 2012. Комунистичка партија је наступала самостално са кандидатом Јосипом Јошком Брозом и за њу је гласало 28.977 грађана или 0,74% гласова и није успела ући у парламент.
Комунистичка партија нашла се у коалицији са Црногорском партијом на изборној листи Црногорска партија — Јосип Броз на ванредним парламентарним изборима 2014. године. Носилац изборне листе био је Јошка Броз, али и на овим изборима Комунистичка партија није успела да уђе у парламент будући да је поменута листа освојила 6.388 гласова (0,18%).
Комунистичка партија је на ванредним парламентарним изборима 2016. године наступала у оквиру коалиције Социјалистичка партија Србије-Јединствена Србија и имала је једног кандидата за народног посланика, тј. председника Комунистичке партије Јосипа Јошку Броза. На тим изборима, коалиција Социјалистичка партија Србије-Јединствена Србија освојила је 413.770 (10,95%) гласова и 29 посланичких мандата у Народној скупштини Републике Србије. Међу поменутих 29 посланика који су ушли у Народну скупштину Републике Србије био је и Јосип Јошка Броз. То је био први пут, од 1992. године после Савеза комуниста — Покрета за Југославију да је нека партија која у свом префиксу носи назив Комунистичка, постала парламентарна у Републици Србији и уопште у парламентима држава насталих распадом СФР Југославије.
На покрајинским изборима 2016. године (који су се одржавали заједно са поменутим ванредним парламентарним) Комунистичка партија је такође наступала у оквиру коалиције Социјалистичка партија Србије-Јединствена Србија па је тако освојила и једно посланичко место у Скупштини Аутономне Покрајине Војводине. KП је, на локалним изборима 2016. године (који су се такође одржавали у исто време када и покрајински и ванредни парламентарни), наступајући у коалицији са групом грађана Белоцркванска слободна иницијатива освојила и једно одборничко место у Скупштини општине Бела Црква.
Народни посланик Комунистичке партије у Народној скупштини Републике Србије био је Јосип Јошка Броз од 2016. до 2022. године у два мандата. Посланик Комунистичке партије у Скупштини Аутономне Покрајине Војводине у једном мандату била је Јованка Чолак Kирали (она је сестричина Титове четврте супруге Јованке Броз) док је одборник Комунистичке партије у Скупштини општине Бела Црква  у једном мандату био Драган Станковић. Међутим, на ванредном конгресу Комунистичке партије одржаном у Београду 24. децембра 2016. године Драган Станковић је искључен из Комунистичке партије и тиме је престао бити одборник исте у Скупштини општине Бела Црква.